# لعطاویه الشعیبه
لعطاویه الشعیبه (به فرانسوی: Laattaouia Ech-Chaybia) یک منطقهٔ مسکونی در مراکش است که در استان قلعه سراغنه واقع شده‌است. لعطاویه الشعیبه ۳٬۸۹۰ نفر جمعیت دارد.